# Astacilla amblyura
Astacilla amblyura är en kräftdjursart som beskrevs av Stebbing 1905. Astacilla amblyura ingår i släktet Astacilla och familjen Arcturidae. Inga underarter finns listade i Catalogue of Life.